# Gewone oesterzwam
De gewone oesterzwam (Pleurotus ostreatus) is een paddenstoel uit de familie Pleurotaceae. Het is een saprotrofe schimmel die algemeen voorkomt op stammen van dode of beschadigde loofbomen waarop ze in groepen groeien als oesters op een oesterbank. Naast populieren en wilgen is de beuk een veel voorkomende gastheer. 
De gewone oesterzwam is in de natuur het gehele jaar door te vinden. De paddenstoel is eetbaar en heeft een licht pittige smaak. Oesterzwammen hebben een laag vochtgehalte en zijn beperkt houdbaar. Tijdens het bakken verliezen ze weinig vocht.

## Kenmerken

### Uiterlijke kenmerken
Hoed
De hoed is 3 tot 15 cm breed en schelpvormig met een ingerolde rand. Hij is zijdelings aan de boom gehecht en lijkt hierdoor wel wat op de schelp van een oester. Het zijaanzicht is eerst gewelfd en later meer vlak en wat golvend. Het oppervlak voelt wat vettig. De hoed is erg variabel van kleur, die varieert van blauwgrijs tot grijsgeel. Oude exemplaren zijn vaak donkerbruin. De hoed heeft geen reactie met KOH.
Steel
De steel is 2 tot 3 cm lang en 1,5 tot 2 cm dik. Soms is ze erg kort. De steel is witachtig en wat viltig. 
Lamellen
De lamellen staan dicht opeen. Ze zijn op de steel aflopend en wit of geelachtig.
Geur
Hij ruikt vaag champignonachtig.
Sporenprint
De sporenprint is wittig tot beige.

### Microscopische kenmerken
De sporen zijn glad, cilindrisch-ellipsoïde, hyaliene in KOH, inamyloïde en meten 8-12,5 x 3-4,5 (-5,5) µm. De basidia zijn 4-sporig. Pileipellis is een gedeeltelijk gegelatiniseerde, verwarde cutis van elementen 2,5–10 µm breed, glad, hyaliene tot geelachtig in KOH.

## Handel
In Nederland wordt de paddenstoel sinds 1980 gekweekt. Het broed van de zwam wordt toegevoegd aan geprepareerd stro of koffiedik dat dient als substraat. Er zijn lichtgrijze, lichtpaarse en gele gekweekte oesterzwammen verkrijgbaar.
Voor de handel wordt het product oesterzwam in twee kwaliteitsklassen ingedeeld:
Klasse 1
- Hebben het kenmerkende uiterlijk van de oesterzwam, lichte kelkvorming toegestaan
- Nagenoeg onbeschadigd
- De hoed mag iets ingescheurd zijn maar mag niet omhoog krullen
- Lamellen zijn nagenoeg intact

Klasse 2
- Hier worden de oesterzwammen in ingedeeld die niet aan de eisen van klasse 1 voldoen
- Ze moeten wel goed houdbaar zijn en mogen niet te vochtig worden aangeleverd

## Gebruik
Uit de gewone oesterzwam wordt het glucaan pleuraan (β-1,3- en β-1,6-) gewonnen. Oesterzwammen bevatten een lage concentratie aan lovastatine, een cholesterolverlagende stof.
Oesterzwammen vinden ook steeds vaker hun weg naar de Nederlandse keuken, terwijl dit in landen als Duitsland en Oostenrijk al jaren het geval is. Vooral het bakken van de oesterzwammen zorgt voor een lekkere maaltijd